# Hieromneme
En la mitología griega, Hieromneme (griego antiguo Ἱερμνημη, Hieromnēme) era hija del dios-río Simois. Se casó con Asáraco y el hijo de ambos fue Capis. Mediante la descendencia de su hijo, llegó a ser la abuela materna de Eneas.